# MPM agd
MPM agd Spółka Akcyjna – polskie przedsiębiorstwo produkujące urządzenia dużego i małego AGD, z siedzibą w Milanówku. Przedsiębiorstwo zostało założone w 1989 roku przez Piotra Płochockiego. W 2002 roku uruchomiony został zakład produkcyjny w Szczytnie w Warmińsko-Mazurskiej Strefie Ekonomicznej.
Od momentu powstania w 1989 roku w ofercie producenta dostępny był początkowo drobny zmechanizowany sprzęt AGD marki MPM.  W 2008 roku asortyment firmy został rozszerzony o duży sprzęt AGD (chłodziarko-zamrażarki, pralki, kuchnie gazowe), którego część stanowi także segment produktów do zabudowy.
W 2011 roku przedsiębiorstwo zostało przekształcone z MPM Product w MPM agd S.A. oraz wydzielona została spółka MPM Hotele spa. W tym samym roku MPM rozpoczęło ekspansję na rynki zagraniczne. W roku 2015 produkty marki MPM dostępne były w 12 krajach (m.in. na Litwie, Łotwie, Węgrzech, Słowacji oraz Czechach). Firma posiada własny serwis centralny wraz z ofertą usługi door-to-door.
W 2014 roku przedsiębiorstwo wprowadziło na rynek markę akcesoriów kuchennych – Smile, a trzy lata później rozpoczęło produkcję urządzeń typu premium, wprowadzając produkty marki Sam Cook oraz nowoczesne oczyszczacze powietrza – Haus&Luft.
W 2015 roku Grzegorz Skibiński został Prezesem Zarządu MPM, a Piotr Płochocki objął stanowisko przewodniczącego Rady Nadzorczej. Z początkiem 2019 roku oddane zostało do użytku Centrum Dystrybucji AGD w Żyrardowie pod Warszawą. Obiekt o powierzchni 10 tys. m² został zagospodarowany jako hala produkcyjno-magazynowa, w przyszłości może posłużyć także jako centrum logistyczne dla innych firm. Teren, na którym wybudowane jest Centrum daje również możliwość rozbudowania o kolejne 17 tys. m²
Poza działalnością w branży AGD, marka MPM jako spółka MPM Hotele Spa jest obecna na rynku turystyki health&beauty. W 2001 roku marka zadebiutowała w branży hotelarskiej otwierając Resort&Spa w Ciechocinku oraz Wine Resort&Spa w Głęboczku.
W 2024 roku marka MPM przeszła rebranding, wprowadzając nową stylizację trzyliterowego logo o zmienionej kolorystyce z ciemnoczerwonego na jasnograntowe oraz dodano hasło „My Perfect Moment”.